# Hugh Stubbins

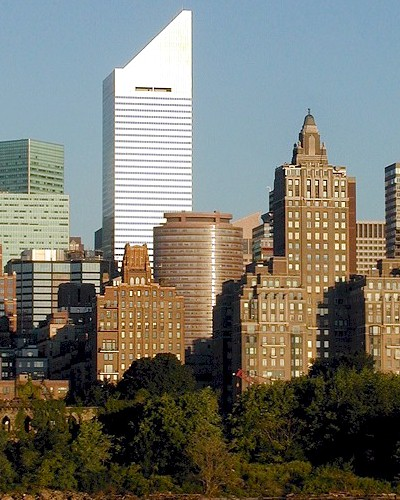
Citigroup Center en Nueva York

Hugh Stubbins, (Powderly, Alabama, 11 de enero de 1912 - 5 de julio de 2006) fue un arquitecto estadounidense. 

## Biografía
Estudió en el Instituto Tecnológico de Georgia. A partir de 1939 se desempeñó como ayudante de Walter Gropius en la Harvard Graduate School of Design. Proyectó principalmente viviendas, escuelas, oficinas, teatros e iglesias.

## Obras
- 1957 - Teatro Loeb en la Universidad de Harvard.
- 1957 - Kongresshalle, la nave para congresos en Berlín. Comprende auditorio, salas de conferencias, nave de exposición y teatro.
- 1965 - Francis A. Countway Library of Medicine, Harvard Medical School
- 1966 - Southwest Residential Area en la University of Massachusetts Amherst
- 1968 - Forsyth Wickes Addition, Museum of Fine Arts, Boston
- 1970 - George Robert White Wing, Museum of Fine Arts, Boston
- 1971 - Veterans Stadium en Philadelphia
- 1976 - Federal Reserve Bank of Boston
- 1976 - Seeley G. Mudd Manuscript Library en Princeton University
- 1977 - Citigroup Center en Nueva York
- 1983 - One Cleveland Center en Cleveland
- 1984 - PacWest Center en Portland, Oregón
- 1986 - Treasury Building, Singapur
- 1988 - Nashville City Center
- 1990 - Chase Tower (Indianápolis)
- 1991 - Ronald Reagan Presidential Library en Simi Valley, California
- 1993 - Yokohama Landmark Tower en Japón
- Urbanización Lantern Hill en East Lansing, Míchigan
- Jadwin Physics Building y Butler Dormitories (recientemente demolido) en Princeton University.
- Merrill House en Hampshire College